# Giro d'Italia 1911
Il Giro d'Italia 1911, terza edizione della "Corsa Rosa", si svolse in dodici tappe dal 15 maggio al 6 giugno 1911, per un percorso totale di 3530,3 km. Fu vinto dall'italiano Carlo Galetti.
Su 86 partenti, arrivarono al traguardo finale 24 corridori. Sia la partenza sia l'arrivo della competizione avvennero a Roma, per festeggiare il 50º anniversario dell'unità d'Italia.

## Tappe
| Tappa  | Data      | Percorso          | km     | Vincitore di tappa  | Leader cl. generale |
| ------ | --------- | ----------------- | ------ | ------------------- | ------------------- |
| 1ª     | 15 maggio | Roma > Firenze    | 394,1  | Carlo Galetti       | Carlo Galetti       |
| 2ª     | 17 maggio | Firenze > Genova  | 261,5  | Vincenzo Borgarello | Giovanni Rossignoli |
| 3ª     | 19 maggio | Genova > Oneglia  | 274,9  | Giovanni Rossignoli | Giovanni Rossignoli |
| 4ª     | 21 maggio | Oneglia > Mondovì | 190,3  | Carlo Galetti       | Giovanni Rossignoli |
| 5ª     | 23 maggio | Mondovì > Torino  | 302    | Lucien Petit-Breton | Giovanni Rossignoli |
| 6ª     | 25 maggio | Torino > Milano   | 236,2  | Giuseppe Santhià    | Carlo Galetti       |
| 7ª     | 27 maggio | Milano > Bologna  | 394    | Dario Beni          | Carlo Galetti       |
| 8ª     | 29 maggio | Bologna > Ancona  | 283,4  | Lauro Bordin        | Carlo Galetti       |
| 9ª     | 31 maggio | Ancona > Sulmona  | 218,7  | Ezio Corlaita       | Lucien Petit-Breton |
| 10ª    | 2 giugno  | Sulmona > Bari    | 363,1  | Carlo Galetti       | Carlo Galetti       |
| 11ª    | 4 giugno  | Bari > Pompei     | 345,2  | Alfredo Sivocci     | Carlo Galetti       |
| 12ª    | 6 giugno  | Napoli > Roma     | 266,9  | Ezio Corlaita       | Carlo Galetti       |
| Totale | Totale    | Totale            | 3530,3 |                     |                     |

## Dettagli delle tappe

### 1ª tappa
- 15 maggio: Roma > Firenze – 394,1 km

Risultati
| Pos. | Corridore           | Squadra | Tempo     |
| ---- | ------------------- | ------- | --------- |
| 1    | Carlo Galetti       | Bianchi | 13h17'09" |
| 2    | Giovanni Rossignoli | Bianchi | s.t.      |
| 3    | Dario Beni          | Bianchi | s.t.      |

### 2ª tappa
- 17 maggio: Firenze > Genova – 261,5 km

Risultati
| Pos. | Corridore           | Squadra      | Tempo     |
| ---- | ------------------- | ------------ | --------- |
| 1    | Vincenzo Borgarello | Legnano      | 10h58'00" |
| 2    | Giuseppe Santhià    | Fiat         | s.t.      |
| 3    | Giuseppe Contesini  | Indipendente | s.t.      |

### 3ª tappa
- 19 maggio: Genova > Oneglia – 274,9 km

Risultati
| Pos. | Corridore           | Squadra      | Tempo     |
| ---- | ------------------- | ------------ | --------- |
| 1    | Giovanni Rossignoli | Bianchi      | 10h16'00" |
| 2    | Giovanni Gerbi      | Indipendente | s.t.      |
| 3    | Carlo Durando       | Indipendente | s.t.      |

### 4ª tappa
- 21 maggio: Oneglia > Mondovì – 190,3 km

Risultati
| Pos. | Corridore      | Squadra       | Tempo    |
| ---- | -------------- | ------------- | -------- |
| 1    | Carlo Galetti  | Bianchi       | 7h21'00" |
| 2    | Ezio Corlaita  | Senior-Polack | a 1'     |
| 3    | Ernesto Azzini | Legnano       | a 3'     |

### 5ª tappa
- 23 maggio: Mondovì > Torino – 302 km

Risultati
| Pos. | Corridore     | Squadra       | Tempo     |
| ---- | ------------- | ------------- | --------- |
| 1    | Lucien Mazan  | Fiat          | 11h23'00" |
| 2    | Carlo Galetti | Bianchi       | s.t.      |
| 3    | Ezio Corlaita | Senior-Polack | s.t.      |

### 6ª tappa
- 25 maggio: Torino > Milano – 236,2 km

Risultati
| Pos. | Corridore        | Squadra | Tempo     |
| ---- | ---------------- | ------- | --------- |
| 1    | Giuseppe Santhià | Fiat    | 11h23'00" |
| 2    | Carlo Oriani     | Bianchi | s.t.      |
| 3    | Lucien Mazan     | Fiat    | s.t.      |

### 7ª tappa
- 27 maggio: Milano > Bologna – 394 km

Risultati
| Pos. | Corridore        | Squadra | Tempo     |
| ---- | ---------------- | ------- | --------- |
| 1    | Dario Beni       | Fiat    | 13h15'00" |
| 2    | Giuseppe Santhià | Fiat    | s.t.      |
| 3    | Carlo Galetti    | Bianchi | s.t.      |

### 8ª tappa
- 29 maggio: Bologna > Ancona – 283,4 km

Risultati
| Pos. | Corridore            | Squadra       | Tempo    |
| ---- | -------------------- | ------------- | -------- |
| 1    | Lauro Bordin         | Senior-Polack | 9h51'00" |
| 2    | Lucien Mazan         | Fiat          | s.t.     |
| 3    | Ildebrando Gamberini | Indipendente  | s.t.     |

### 9ª tappa
- 31 maggio: Ancona > Sulmona – 218,7 km

Risultati
| Pos. | Corridore      | Squadra       | Tempo    |
| ---- | -------------- | ------------- | -------- |
| 1    | Ezio Corlaita  | Senior-Polack | 6h52'00" |
| 2    | Lucien Mazan   | Fiat          | a 7'     |
| 3    | Giovanni Gerbi | Indipendente  | s.t.     |

### 10ª tappa
- 2 giugno: Sulmona > Bari – 363,1 km

Risultati
| Pos. | Corridore       | Squadra | Tempo     |
| ---- | --------------- | ------- | --------- |
| 1    | Carlo Galetti   | Bianchi | 14h32'32" |
| 2    | Dario Beni      | Fiat    | s.t.      |
| 3    | Eberardo Pavesi | Bianchi | s.t.      |

### 11ª tappa
- 4 giugno: Bari > Pompei – 345,2 km

Risultati
| Pos. | Corridore       | Squadra       | Tempo     |
| ---- | --------------- | ------------- | --------- |
| 1    | Alfredo Sivocci | Senior-Polack | 14h15'00" |
| 2    | Enrico Sala     | Senior-Polack | s.t.      |
| 3    | Carlo Galetti   | Bianchi       | ?         |

### 12ª tappa
- 6 giugno: Napoli > Roma – 266,9 km

Risultati
| Pos. | Corridore       | Squadra       | Tempo    |
| ---- | --------------- | ------------- | -------- |
| 1    | Ezio Corlaita   | Senior-Polack | 8h00'00" |
| 2    | Alfredo Sivocci | Senior-Polack | s.t.     |
| 3    | Dario Beni      | Fiat          | s.t.     |

## Classifiche finali

### Classifica generale
| Pos. | Corridore           | Squadra       | Punti         |
| ---- | ------------------- | ------------- | ------------- |
| 1    | Carlo Galetti       | Bianchi       | 50 132h24'00" |
| 2    | Giovanni Rossignoli | Bianchi       | 58            |
| 3    | Giovanni Gerbi      | Gerbi         | 84            |
| 4    | Giuseppe Santhià    | Fiat          | 86            |
| 5    | Ezio Corlaita       | Senior-Polack | 89            |
| 6    | Dario Beni          | Fiat          | 93            |
| 7    | Alfredo Sivocci     | Senior-Polack | 95            |
| 8    | Eberardo Pavesi     | Bianchi       | 96            |
| 9    | Giuseppe Contesini  | Indipendente  | 111           |
| 10   | Gino Brizzi         | Indipendente  | 112           |

### Classifica a squadre
| Pos. | Squadra |
| ---- | ------- |
| 1    | Bianchi |